# Liten galangarot
Liten galangarot, Alpinia officinarum är en enhjärtbladig växtart som beskrevs av Henry Fletcher Hance. Liten galangarot ingår i släktet Alpinia och familjen Zingiberaceae. Inga underarter finns listade i Catalogue of Life.

## Bildgalleri

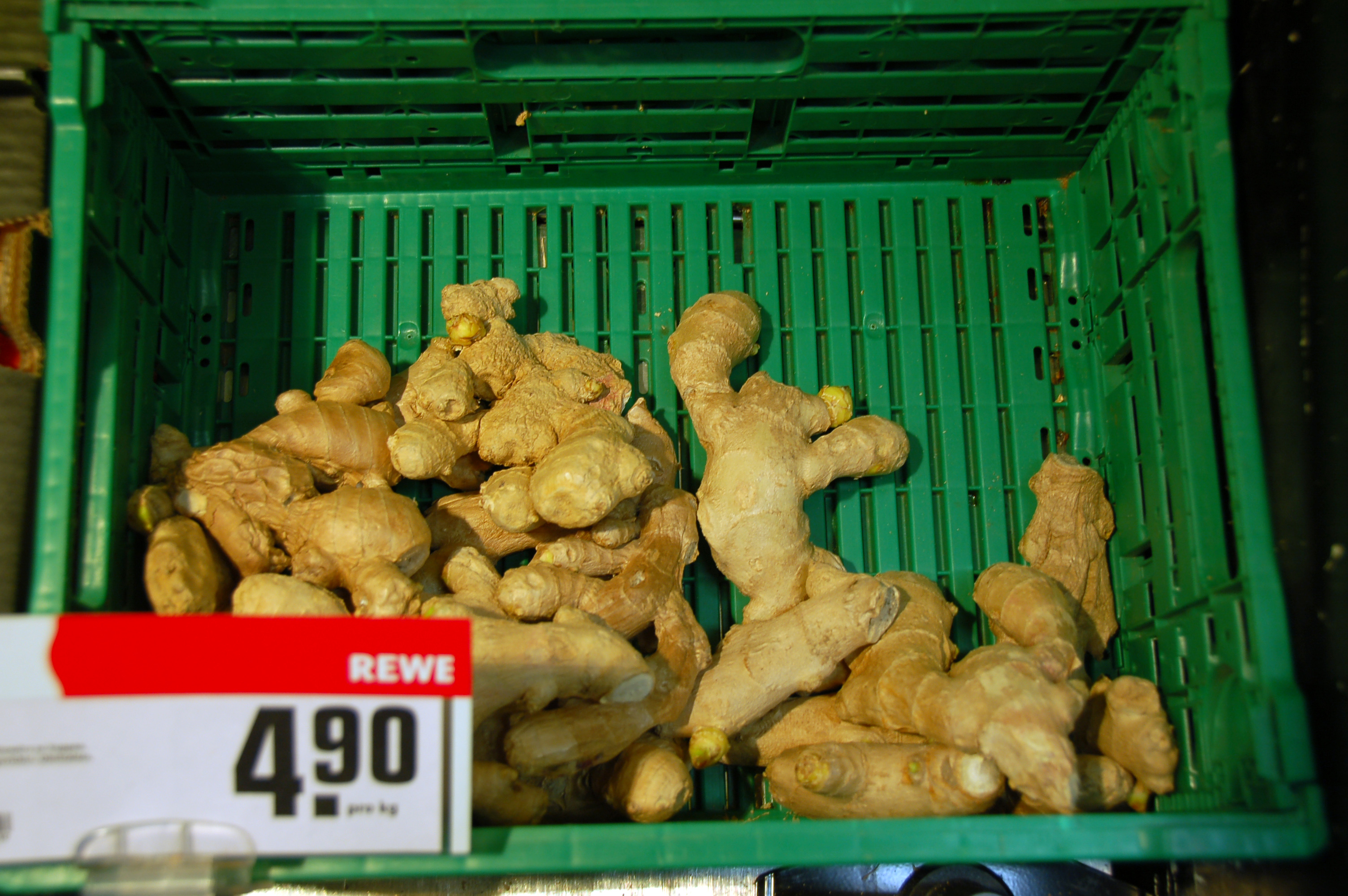
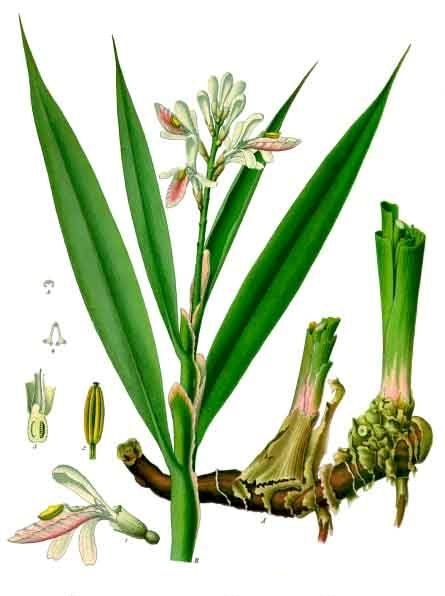
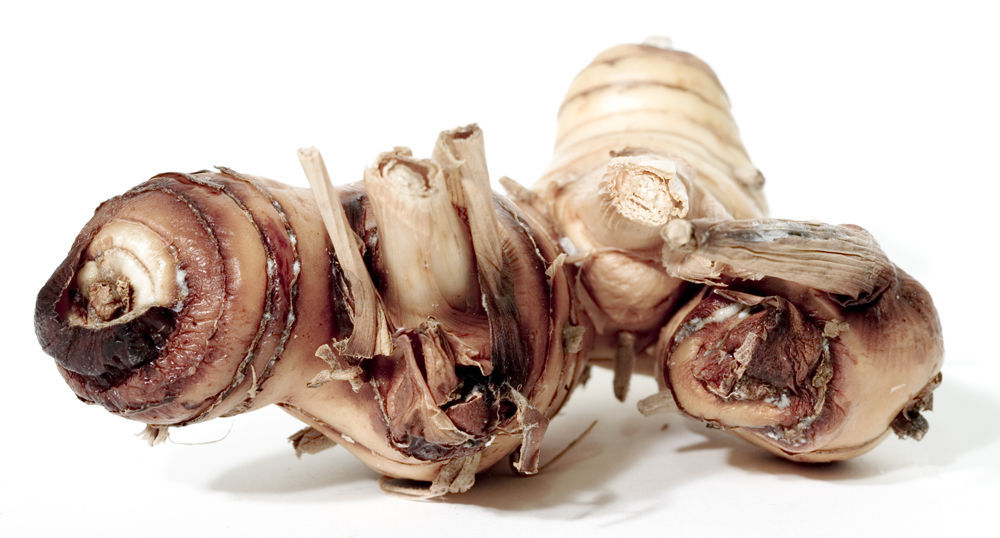
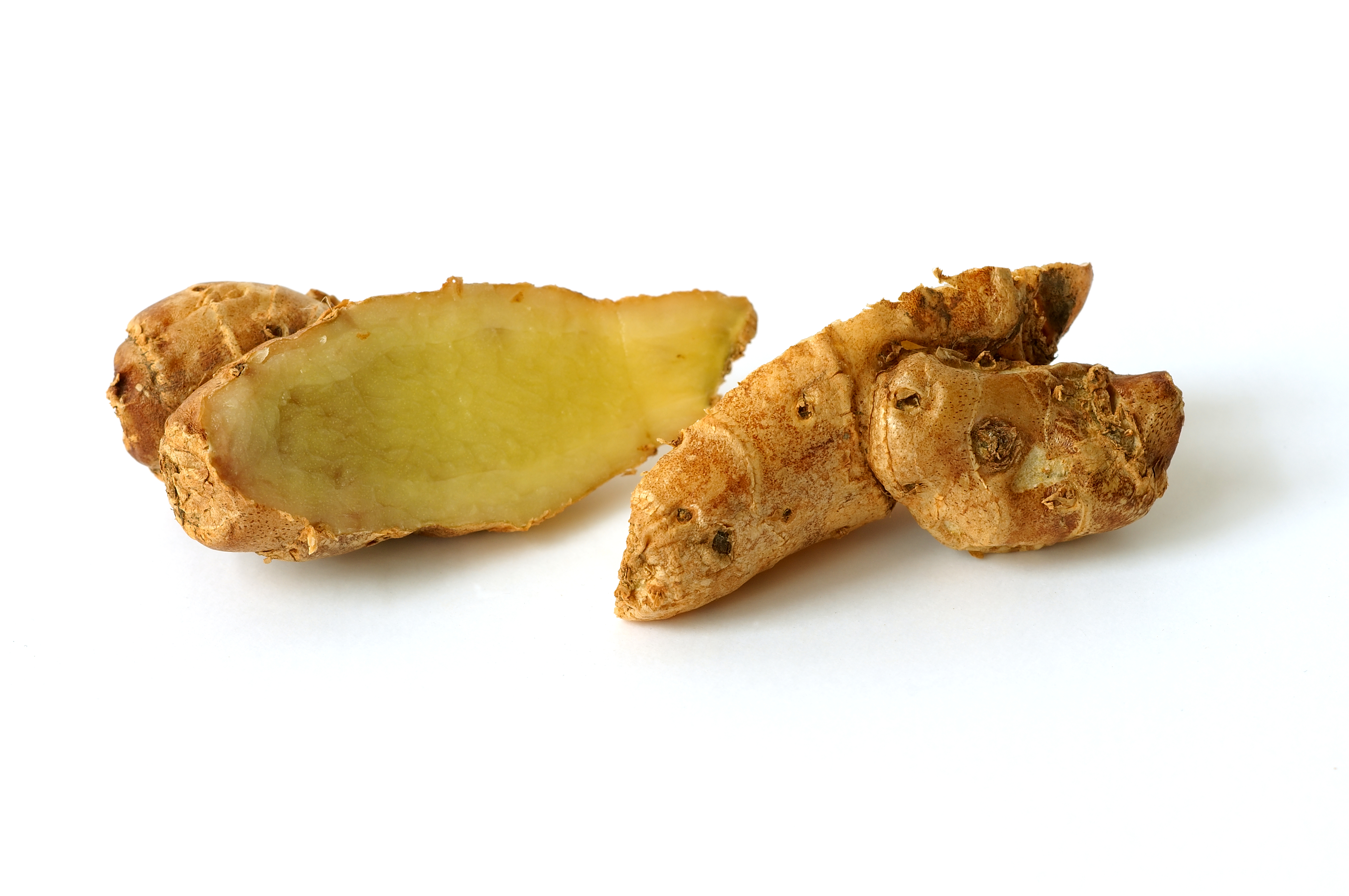
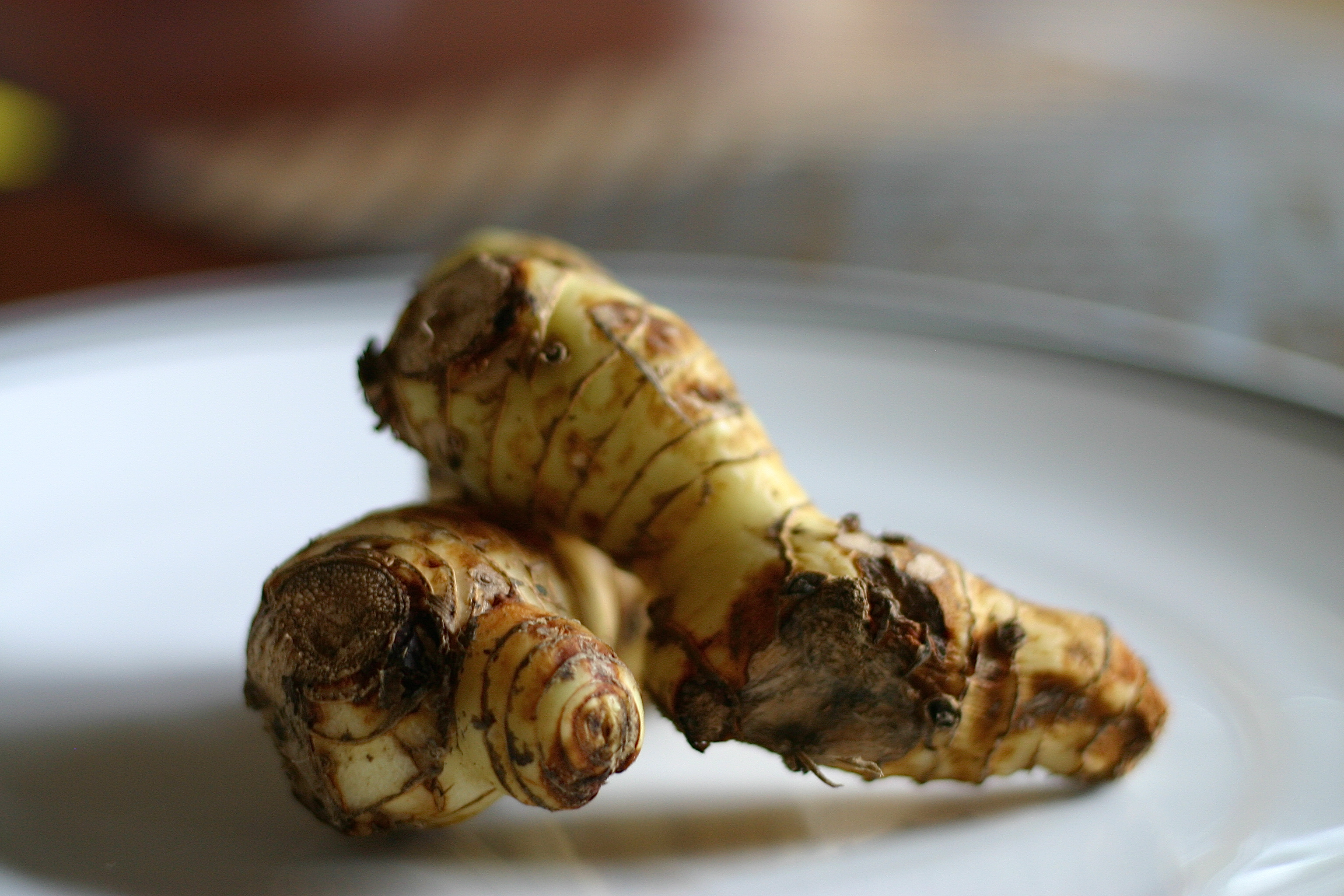